# Аз бях Джек Керуак
„Аз бях Джек Керуак“ е художествено-документален пълнометражен филм от 2014 г. с режисьор Лиза Боева и продуцент „Филизи 33“. Посветен е на битническото движение.
Премиерата на филма е на 16 декември 2014 г. в кино „Одеон“, София.

## Сюжет
Филмът представя двама от героите на Джак Керуак, описани в „По пътя“ – Каролин Касиди (втората съпруга на Нийл Касиди) и Ал Хинкъл – съответно Камий и Ед Дънкъл от романа. Те разказват своите версии на пътуванията, описани от Керуак в „По пътя“.

## Продукция
Филмът е заснет на знакови за бийт поколението места в Ню Йорк, Вашингтон и Сан Франциско.